# Parti populaire indépendant (Luxembourg)
Le parti populaire indépendant (en allemand : Unabhängige Volkspartei) est un ancien parti politique luxembourgeois.

## Histoire
Le parti remporte cinq des 53 sièges à l'élection de l'Assemblée constitutionnelle de 1918. Aux élections législatives de 1919, le parti participe aux élections sous plusieurs noms : sous son nom d'origine dans les circonscriptions Centre et Est, Parti populaire libre au Nord et Parti populaire au Sud. Il remporte deux des 48 sièges à la Chambre des députés et ne participe plus à aucune autre élection.

## Résultats électoraux
| Année | Voix   | %    | Rang | Sièges |
| ----- | ------ | ---- | ---- | ------ |
| 1918  | N.C.   | N.C. | 4e   | 5 / 53 |
| 1919  | 90 076 | 6,2  | 5e   | 2 / 48 |